# BSC Quick
BSC Quick of Quick Amersfoort is een honk- en softbalvereniging uit Amersfoort, provincie Utrecht, Nederland.

## Algemeen
BSC Quick werd op 15 december 1961 opgericht. De club beschikte tot 2012 over vier velden op “Sportpark Dorrestein”. Vanaf 2013 werd er noodgedwongen een honkbalveld ingeleverd, maar werd er als compensatie veldverlichting aangelegd op het hoofdveld en een softbalveld.

## Honkbal
Het eerste honkbalteam speelde in totaal 23 seizoenen op het hoogste niveau in de KNBSB Hoofdklasse. De eerste periode omvatte zes seizoenen (1976-1981), de tweede begon in 1983. Onder leiding van de uit Amerika afkomstige coach Bill Froberg eindigde de club in 1983 als eerste in de reguliere competitie. In de play-offs werd met 3-2 verloren van Neptunus. Ook de twee jaren erna was Froberg coach. In 1994 miste Quick Amersfoort, wederom onder leiding van de teruggekeerde Froberg, de Play-Offs en eindigde op de vijfde plaats. Hoewel er een solide team op het veld stond volgden twee zware seizoenen in 1995 en 1996. De ploeg eindigde toen respectievelijk op de zesde en achtste plaats. Door in 1996 achtste te worden degradeerde de ploeg uit de Hoofdklasse. Na een aantal jaren in de overgangsklasse of een klasse lager gespeeld te hebben keerde de vereniging in 2017 weer terug in de hoofdklasse. In 2024 zijn er drie senioren honkbalteams en zes jeugdhonkbalteams.

## Softbal
In het seizoen 2018 kwamen er vijf seniorenteams bij de mannen en twee bij de vrouwen in competitieverband uit. Het eerste mannenteam speelde 1e klasse(hoogste niveau van Nederland) en werd diverse malen Nederlands kampioen. Begin september 2018 won het team ook de ESF Cup (Europacup 2) in Praag. Voor de tweede keer in de clubgeschiedenis, net als in 2016, toen in Azzano Italië. Ook seizoen 2017 was een mooi seizoen met het landskampioenschap en de organisatie van de Europacup. Het team werd voor zijn prestaties zowel in 2016 als 2018 uitgeroepen tot Amersfoorts sportploeg van het jaar. Het tweede-, derde- en vierde team kwamen uit in de 2e klasse en het vijfde team in de 3e klasse. Het eerste vrouwenteam kwam uit in de Silver League, het niveau onder de Golden League, het tweede team in de 2e klasse. In 2024 zijn er drie herenteams waarvan het eerste team eerste klasse speelt en twee damesteams waarvan het eerste tweede klasse speelt en een slowpitch team alsmede twee jeugdteams.

## Toernooien
BSC Quick organiseert jaarlijks een aantal toernooien. Er zijn twee toernooien voor teams en een voor alle (oud)leden en niet leden: Voor de softbal dames 1, heren softbal 1 en heren 2 honkbal is er ter voorbereiding op het seizoen, in het voorjaar,het inmiddels bekende (internationale) keistad fastpitch toernooi In het najaar, ter afsluiting van het seizoen. is er het traditionele Mixed Softball familie Toernooi.

## Bekende honkballers

### Spelers
- Ron Agterberg
- Rocky Angela
- Judsel Baranco
- Roger Bernadina[4]
- Peter Callenbach
- Ron Dix
- Bryan Engelhardt
- Marlon Fluonia[5]
- Eddy Halman
- Carlos van Heyningen
- Patrick van Heyningen
- Jacky Jacoba
- Dirk van 't Klooster
- Clive Mendes
- Nelson Orman
- Tony Rombley
- Juani Werleman

### Coaches
- Bill Froberg

Amsterdam Pirates · Curaçao Neptunus · DSS/Kinheim · HCAW · Oosterhout Twins · Hoofddorp Pioniers · RCH-Pinguins · UVV
Holland Series